# Фарра Фосетт
Фарра Лені Фосетт (англ. Farrah Leni Fawcett; *2 лютого 1947, Корпус-Крісті, Техас, США — †25 червня 2009, Санта-Моніка, Каліфорнія, США) — американська актриса. Мала при народженні ім'я Ферра, пізніше змінене на Фарра.
Багатократний кандидат на нагороди «Золотий глобус» і «Еммі», Фарра Фосетт піднялася до міжнародної слави, коли вона вперше з'явилася як приватний слідчий Джилл Мунро в серіалі «Ангели Чарлі» в 1976 році. Фосетт пізніше з'явилися в театрах «поза Бродвею» на схвалення критиків та у першорядних телевізійних фільмах часто у складних ролях («The Burning Bed», «Nazi Hunter: The Beate Klarsfeld Story», «Poor Little Rich Girl: The Barbara Hutton Story», «Margaret Bourke-White») та іноді несимпатичних («Small Sacrifices»). Фосетт була також особистістю поп-культури, її зачіска була прикладом для мільйонів молодих жінок і продажі її плакатів били рекорди, зробивши її міжнародним секс-символом 1970-х і 1980-х рр.

## Фільмографія
| Фільми      | Фільми                                                   | Фільми                                          | Фільми                    |
| Рік         | Назва                                                    | Назва мовою оригінала                           | Роль                      |
| ----------- | -------------------------------------------------------- | ----------------------------------------------- | ------------------------- |
| 2003        | Шашлик                                                   | Cookout, The                                    | Mrs. Crowley              |
| 2003        | Голландські жінки                                        | Hollywood Wives: The New Generation             | Lissa Roman               |
| 2000        | Крихітка                                                 | Baby                                            | Lily Malone               |
| 2000        | Доктор «Т» і його жінки                                  | Dr T and the Women                              | Kate                      |
| 1998        | Відважний маленький тостер направляється на Марс (відео) | Brave Little Toaster Goes to Mars, The          | Faucet, озвучення         |
| 1997        | Апостол                                                  | The Apostle                                     | Джессі Дюві               |
| 1995        | Хто в домі хазяїн                                        | Man of the House                                | Sandy Archer              |
| 1995        | Діти праху                                               | Children of the Dust                            | Nora Maxwell              |
| 1994        | Замість дружини                                          | Substitute Wife, The                            | Pearl                     |
| 1989        | Маргарет Бурк-Уайт                                       | Margaret Bourke-White                           | Margaret Bourke-White     |
| 1989        | Побачимося вранці                                        | See You in the Morning                          | Jo Livingstone            |
| 1987        | Бідна маленька багата дівчинка                           | Poor Little Rich Girl: The Barbara Hutton Story | Barbara Hutton            |
| 1986        | Крайнощі                                                 | Extremities                                     | Marjorie                  |
| 1986        | Між двома жінками                                        | Between Two Women                               | Val Petherton             |
| 1981        | Гонки «Гарматне ядро»                                    | Cannonball Run, The                             | Pamela Glover             |
| 1981        | Вбивство в Техасі                                        | Murder in Texas                                 | Joan Robinson Hill        |
| 1980        | Сатурн 3                                                 | Saturn 3                                        | Alex                      |
| 1978        | Хтось вбив її чоловіка                                   | Somebody Killed Her Husband                     | Jenny Moore               |
| 1976        | Втеча Логана                                             | Logan's Run                                     | Holly 13                  |
| 1975        | Вбивство на рейсі 502                                    | Murder on Flight 502                            | Karen White               |
| 1970        | Майра Брекінрідж                                         | Myra Breckinridge                               | Mary Ann Pringle          |
| 1969        | Людина, яка мені подобається                             | Un homme qui me plait                           | Patricia                  |
| Телебачення |                                                          |                                                 |                           |
| Рік         | Назва                                                    | Назва мовою оригінала                           | Роль                      |
| 2001–2004   | Захисник                                                 | Guardian, The                                   | Mary Gressler             |
| 1997–2002   | Еллі МакБіл                                              | Ally McBeal                                     | Robin Jones               |
| 1997–2004   | Джонні Браво                                             | Johnny Bravo                                    | Farrah Fawcett / Old Lady |
| 1996–2002   | Спін Сіті                                                | Spin City                                       | Judge Claire Simmons      |
| 1976–1981   | Ангели Чарлі                                             | Charlie's Angels                                | Jill Munroe               |
| 1975–1976   | S.W.A.T.                                                 |                                                 | Miss New Mexico           |
| 1974–1978   | Людина на шість мільйонів доларів                        | Six Million Dollar Man, The                     | Major Kelly Wood          |
| 1970–1974   | Сім'я Партрідж                                           | Partridge Family, The                           | Pretty Girl               |
| 1965–1970   | Я мрію про Джинні                                        | I Dream of Jeannie                              | Cindy                     |